# Aleksander Puzyna
Aleksander Atanazy Puzyna (zm. 25 grudnia 1650) – książę, początkowo unita, a później prawosławny. Prawosławny biskup łucki i ostrogski w latach 1633–1647, archimandryta żydyczyński.

## Życiorys
Poseł na sejm zwyczajny 1613 roku, sejm 1616 roku, i sejm 1618 roku z województwa wołyńskiego. Na biskupstwo łuckie i ostrogskie mianowany przez króla Władysława IV 16 marca 1633. Dokonał zamiany gruntów z dominikanami łuckimi. Po jego ustąpieniu z Żydyczyna archimandrię otrzymał Rafał Korsak. Obrońca prawosławia na terenie Wołynia. 26 września 1638 zwołał synod prowincjonalny, na którym wezwano do obrony wiary prawosławnej. Razem z metropolitą Piotrem Mohyłą protestował na sejmie 1638, gdzie znacząca była reprezentacja prawosławnych. Żądano wówczas oddania katedry łuckiej Atanazemu Puzynie, przerwania procesów przeciw prawosławnym oraz zwrotu świątyń przyznanych im przez komisarzy królewskich. Zwolennik dążeń unijnych lat 30. XVII stulecia. Autor opisu soboru katedralnego w Łucku w Didaskaliach Sylwestra Kossowa (1638).